# Si menges una llimona sense fer ganyotes
Si menges una llimona sense fer ganyotes és un recull de vint contes de l'escriptor Sergi Pàmies. La seva primera edició va ser al setembre 2006 i ha guanyat el Premi Ciutat de Barcelona (2007), el Premi Lletra d'Or (2007) i IV premi Setenil al millor llibre de relats.

## Gènesi de l'obra
Als vint contes de "Si menges una llimona sense fer ganyotes" predominen les emocions basades en les relacions personals i familiars més quotidianes i fantàstiques. Els personatges ja madurs i les situacions en què es troben, desamor, desconfiança, infidelitat, lligams familiars, solitud ... són vistes des d'un punt profundament fosc i irònic però en favor de la felicitat.

## Relats
- L'altra vida
- La nostra guerra
- Com dues gotes d'aigua
- Monovolum
- Sang de la nostra sang
- Brindis
- El pou
- Convalescència
- El joc
- Experiment
- Ficció
- La vida dolça
- Una fotografia
- Destinataris
- Oh, verd avet
- Escabetx
- El viatge
- El desenllaç
- L'excursió
- Precisament parlàvem de tu

## Fitxa
- Títol: Si menges una llimona sense fer ganyotes
- Autor: Sergi Pàmies
- Gènere: Contes
- Editorial: Quaderns Crema
- Col·lecció: Mínima Minor, 94
- ISBN 84-7727-452-5
- Pàgines: 144
- Preu amb IVA: 10 €
- Any d'aparició: setembre 2006
- Última edició; 1ªEdic.,11ªReimpr., Novembre 2007